# Лёчин, Стеффан
Стеффан С. Абрахамссон Лёчин (фар. Steffan S. Abrahamsson Løkin; род. 13 ноября 2000 года в Рунавуйке, Фарерские острова) — бывший фарерский футболист, нападающий.

## Клубная карьера
Стеффан — воспитанник «НСИ» из родного Рунавика. В 2017 году он дебютировал за клубный «дубль» в первом дивизионе. После двух сезонов в «НСИ II», Стеффан был отдан в аренду клубу премьер-лиги «ЭБ/Стреймур». Его дебют за эту команду состоялся 10 марта 2019 года в матче чемпионата Фарерских островов против родного «НСИ». 14 апреля в поединке против «АБ» он забил свой первый мяч за эстуройцев. Всего в сезоне-2019 Стеффан принял участие в 23 матчах чемпионата и забил 4 гола. Вернувшись в «НСИ» в январе 2020 года, он стал привлекаться к играм основного состава, параллельно выступая за «дубль». По итогам сезона-2020 Стеффан провёл 16 встреч за первую команду «НСИ», отличившись всего 1 раз.
В 2021 году нападающий перешёл в тофтирский «Б68» и дебютировал за этот клуб 7 марта в матче фарерской премьер-лиги против клаксвуйкского «КИ». Всего за тофтирцев Стеффан провёл 2 сезона, в которых принял участие в 47 встречах в рамках высшего фарерского дивизиона и отметился 9 забитыми мячами. В 2023 году он вернулся в родной «НСИ» и в первом же сезоне помог клубу вернуться в класс сильнейших, забив 19 голов и став лучшим бомбардиром первого дивизиона. В сезоне-2024 на его счету были 10 забитых мячей в премьер-лиге Фарерских островов, что стало для него лучшим результатом в карьере. В первой половине сезона-2025 нападающий отыграл за «НСИ» 12 матчей чемпионата и забил в них 4 гола, а затем принял неожиданное решение завершить карьеру игрока. Причиной ухода из футбола он назвал угасшую страсть к футболу и нежелание тратить своё время на тренировки и матчи.

## Карьера в сборной
В 2016—2018 годах Стеффан представлял Фарерские острова на юношеском уровне, приняв участие в общей сложности в 15 играх и забив 2 гола. С 2020 по 2022 год он являелся членом молодёжной сборной Фарерских островов, на его счету 8 сыгранных международных матчей и 1 забитый мяч.

## Личная жизнь
Стеффан — сын известного фарерского футболиста и тренера Абрахама Лёчина. Его старшие братья Боги и Карл тоже являются футболистами и ныне играют за «ИФ» из Фуглафьёрдура.